# Danh sách nhân vật trong Final Fantasy IV

Hình minh họa bởi Yoshioka Airi có Cecil ở giữa cùng với Rosa (trái), Kain (phải) cũng như các nhân vật có thể chơi được khác trong Final Fantasy IV.

Final Fantasy IV là một trò chơi điện tử nhập vai do Square phát hành vào năm 1991. Cốt truyện của trò chơi xoay quanh nhân vật Cecil Harvey, một hiệp sĩ của Baron lên đường với quyết tâm đánh bại Golbez, kẻ đang nắm quyền kiểm soát quốc vương Baron. Trong suốt hành trình của Cecil, những người đồng hành cùng với anh bao gồm hai người bạn thời thơ ấu của mình là Kain Highwind và Rosa Farrell, cũng như các chiến binh khác đến từ khắp nơi trên thế giới cùng chung mục tiêu là đánh bại Golbez. Tạo hình của các nhân vật được thiết kế bởi Amano Yoshitaka. Sau khi phát hành lần đầu, Final Fantasy IV sau đó đã được chuyển sang nhiều hệ máy console. Năm 2007, Square Enix đã phát hành phiên bản làm lại nâng cao cho Nintendo DS, bổ sung thêm lồng tiếng cho cả phiên bản tiếng Nhật và tiếng Anh.
Phần tiếp theo năm 2008 của trò chơi, Final Fantasy IV: The After Years lấy bối cảnh mười bảy năm sau Final Fantasy IV và tích hợp hầu hết các nhân vật từ trò chơi gốc cũng như giới thiệu một số nhân vật mới. Câu chuyện của The After Years chủ yếu xoay quanh Ceodore Harvey, con trai của Cecil và Rosa. Vào năm 2011, một trò chơi thứ ba trong loạt trò chơi đã được phát hành. Lấy bối cảnh một năm sau Final Fantasy IV và mười sáu năm trước The After Years, Final Fantasy IV Interlude, được phát hành cho PlayStation Portable, và có một số nhân vật chính trong Final Fantasy IV ban đầu.
Vì Final Fantasy IV là trò chơi đầu tiên trong loạt trò chơi trên Super Famicom, nhà thiết kế nhân vật Amano Yoshitaka đã tận dụng khả năng đồ họa của console, thiết kế các nhân vật phức tạp hơn nhiều so với các phần trước. Nhà thiết kế chính Tokita Takashi đã trích dẫn cách ông và các nhân viên đã thiết kế để làm cho tất cả các diễn viên của trò chơi phù hợp với câu chuyện. Các nhân vật đã được các ấn phẩm trò chơi điện tử đón nhận nồng nhiệt với một số người trong số họ nhận thấy dàn nhân vật sáng tạo nhờ những đặc điểm của họ.

## Ý tưởng và sáng tạo
Theo nhà thiết kế chính của Final Fantasy IV, Tokita Takashi, Final Fantasy IV là trò chơi nhập vai Nhật Bản đầu tiên có "những nhân vật sâu sắc" như vậy. Khả năng đồ họa của Super Famicom cho phép nhà thiết kế nhân vật Amano Yoshitaka tạo ra nhiều thiết kế phức tạp hơn so với những gì ông đã làm cho các trò chơi trước đó được phát hành cho Famicom. Tokita nói rằng mặc dù sự thiếu kinh nghiệm của ông có thể làm ảnh hưởng đến câu chuyện, nhưng tính cách và vai trò của các nhân vật đã khiến câu chuyện trở nên hấp dẫn hơn. Tokita cũng chỉ ra rằng sự đa dạng của các nhân vật đã giúp thu hút một lượng lớn người hâm mộ, nói rằng nhóm đã cố gắng rất nhiều để cho tất cả các nhân vật phụ phù hợp với câu chuyện, điều mà vào thời điểm đó, truyền thông Nhật Bản rất khó làm được. Đối với phiên bản làm lại trên Nintendo DS, khâu thiết kế các nhân vật do Yoshioka Airi đảm nhận. Trong Final Fantasy IV: The After Years, các nhân vật được Oguro Akira thiết kế.
Tokita tuyên bố rằng việc đưa các diễn viên lồng tiếng vào bản làm lại DS là điều dễ chịu đối với ông, ông cho rằng phần lồng tiếng "cho phép bản địa hóa ấn tượng hơn nhiều." Các diễn viên lồng tiếng Nhật Bản phản ánh tầm nhìn của Tokita về các nhân vật, nhưng ông lưu ý rằng những người khác không cảm thấy như vậy. Dịch giả tiếng Anh Tom Slattery đã phải thay đổi nhiều phần khác nhau của kịch bản gốc cho các cảnh lồng tiếng để chuyển động miệng của các nhân vật khớp với những từ họ đang nói.

## Nhân vật có thể chơi được

### Cecil Harvey
Cecil Harvey (セシル・ハーヴィ Seshiru Hāvi) là nhân vật chính của Final Fantasy IV chính và Interlude và là nhân vật quan trọng trong The After Years. Anh được quốc vương Baron nhận nuôi để trở thành Kỵ sĩ Bóng đêm phục vụ cho vương quốc. Mặc dù Cecil không thích thú lắm việc phải cầm lấy Thanh gươm Bóng đêm, anh vẫn trở thành Kỵ sĩ Bóng đêm xuất chúng và cuối cùng được thăng chức chỉ huy hạm đội tàu bay "Red Wings" của Baron. Khi Quốc vương ra lệnh cho Cecil cưỡng đoạt viên Pha lê Nước của thị trấn ma thuật Mysidia với cái giá phải trả là tàn sát những người vô tội, Cecil bắt đầu hoài nghi về đạo đức của nhà vua. Sau khi nhà vua lừa anh vào một âm mưu phá hoại làng Sương mù, Cecil quyết định lên đường tập hợp đồng minh và thành lập một liên minh các chiến binh thiện chiến để chống lại Baron. Người đầu tiên mà anh chọn là Rydia, một đứa trẻ mồ côi được anh giải cứu ở làng Sương mù. Trong suốt hành trình, anh đã trở thành Thánh kỵ sĩ nhờ trèo lên được đỉnh Núi Thử thách và vượt qua được bóng tối của bản thân. Điều này đại diện cho một trong những chủ đề của trò chơi; "Sức mạnh của vũ lực không phải là sức mạnh", vì khi trở thành Thánh kỵ sĩ, sức mạnh vật lý của Cecil thực sự giảm đi, mặc dù anh có vẻ mạnh mẽ hơn bao giờ hết khi là một Hiệp sĩ bóng đêm. Cecil đến được Baron và biết rằng thủ lĩnh mới của Red Wings là một người tên là Golbez, và tay sai của Golbez, Cagnazzo, đã giết và đóng giả nhà vua. Với những người bạn đồng hành của mình, Cecil có thể đánh bại Cagnazzo nhưng Golbez vẫn tiếp tục săn tìm những viên Pha lê và Cecil phải tiếp tục nhiệm vụ của mình. Cuối cùng, anh nhận ra rằng anh là con trai của một người Lunar, Kluya, và Golbez là anh trai ruột của anh. Bản thân Golbez không phải là ác nhân, nhưng đang bị điều khiển bởi Zemus, một người Lunar muốn quét sạch mọi sự sống trên Hành tinh Xanh. Mặc dù ban đầu Cecil không thể chấp nhận rằng Golbez vô tội, nhưng sau đó anh vẫn tha thứ cho Golbez, thừa nhận Golbez là anh trai của mình sau khi đánh bại Zemus. Cecil sau đó trở về Baron, kết hôn với Rosa, và trở thành tân Quốc vương Baron.
Interlude kể về việc Cecil điều tra sự xuất hiện không thể lý giải được được của nhiều quái vật lấy mốc thời gian một năm sau các sự kiện của Final Fantasy IV. Trò chơi kết thúc khi Cecil phát hiện ra rằng Rosa đang mang thai. 16 năm sau, trong The After Years, Cecil và Rosa có một cậu con trai tên là Ceodore. Trong một cuộc xâm lược Baron, Cecil đã bị Maenad đánh bại và chiếm hữu, và bạn bè của anh buộc phải chiến đấu để giải thoát anh khỏi sự kiểm soát của Maenad. Sau khi được giải thoát, anh đã cùng họ du hành đến Mặt trăng Nguyên thủy và gặp gỡ hiện thân của những cảm xúc tiêu cực của Cecil, Kỵ sĩ Bóng đêm, kẻ đang tìm cách thế chỗ Cecil thật và trả thù Golbez vì đã bỏ rơi anh khi họ còn nhỏ. Với sự giúp đỡ của gia đình Golbez, Rosa và Ceodore, Cecil có thể làm hòa với một nửa bóng tối và lấy lại toàn bộ sức mạnh.
Cecil cũng đã được xuất hiện trong các trò chơi đối kháng Dissidia Final Fantasy, Dissidia 012 Final Fantasy và Dissidia Final Fantasy NT, nơi mà anh có thể sử dụng cả hai dạng Kỵ sĩ Bóng đêm và Thánh kỵ sĩ của mình. Anh cũng xuất hiện trong trò chơi âm nhạc Theatrhythm Final Fantasy và phần tiếp theo của nó, Curtain Call, với tư cách là nhân vật chính đại diện cho Final Fantasy IV. Anh được Hodoshima Shizuma lồng tiếng Nhật và Yuri Lowenthal lồng tiếng Anh. Cecil cũng xuất hiện trong Secret of Evermore với tư cách là một nhà buôn vũ khí và có một số đề cập liên quan đến Final Fantasy IV, bao gồm việc trở thành Quốc vương của Thành Baron, vợ của anh là Rosa, cuộc chiến của anh với Zeromus, việc anh là một thánh kỵ sĩ và hành trình lên mặt trăng của anh.

### Kain Highwind
Kain Highwind (カイン・ハイウィンド Kain Haiwindo, "Cain Highwind" trong phiên bản tiếng Nhật) là thủ lĩnh của đội Kỵ sĩ Rồng của vương quốc Baron, đồng thời là bạn thời thơ ấu của cả Cecil và Rosa. Anh nói rằng việc trở thành một kỵ sĩ rồng khiến anh ấy cảm thấy gần gũi hơn với cha mình, người đã mất khi anh ấy còn rất nhỏ. Mặc dù là bạn thân của Cecil, Kain lại yêu đơn phương Rosa và phải đối mặt với những rắc rối do sự ghen tị thầm kín trong suốt câu chuyện. Giống như Cecil, Kain cảm nhận được hành vi bất thường của Quốc vương Baron, nhưng anh bị Golbez kiểm soát tâm trí, và do đó trở thành kẻ thù của Cecil. Kain cuối cùng thoát khỏi sự kiểm soát của Golbez sau khi Tellah làm suy yếu Golbez. Tại thời điểm này, Kain gia nhập nhóm của Cecil với quyết tâm đánh bại Golbez. Tuy nhiên, sau khi Cecil lấy được Pha lê Bóng đêm cuối cùng, Golbez tiếp tục kiểm soát Kain. Khi quyền kiểm soát tâm trí của Zemus đối với Golbez bị phá vỡ, Kain được giải phóng và giúp nhóm của Cecil tiêu diệt Zemus. Sau trận chiến cuối cùng, Kain cảm thấy hối hận vì hành động của mình nên quyết định chuộc lỗi trên Núi Thử thách trước khi anh ấy có thể gắn bó lâu dài với bạn bè của mình.
Vào cuối Interlude, Kain hiện vẫn đang sống trên Núi Thử thách nghe thấy một giọng nói bí ẩn gọi anh. Anh xuất hiện trở lại trong The After Years với tư cách là "Hooded Man" (謎の男 Nazo no Otoko), giúp đỡ Ceodore trong khi che giấu danh tính thực của mình. Anh bị mạo danh bởi hiện thân của những cảm xúc tiêu cực của mình, Dark Kain (ダークカイン Daaku Kain), kẻ muốn giết Cecil và chiếm hữu Rosa làm của riêng mình. Kain đánh bại bản ngã đen tối của mình và hợp nhất với hắn và trở thành Thánh Kỵ sĩ rồng. Sau khi giúp bạn bè phá hủy Mặt trăng Nguyên thủy, Kain quay trở lại Baron để nhận quyền chỉ huy Red Wings.
Kain cũng đã xuất hiện trong Dissidia 012 Final Fantasy và Dissidia Final Fantasy NT với tư cách là một nhân vật có thể chơi được, vì nhà sản xuất Nomura Tetsuya muốn thêm anh vào trò chơi chiến đấu. Anh được Yamadera Kōichi lồng tiếng Nhật và Liam O'Brien lồng tiếng Anh.

### Rosa Farrell
Trong Final Fantasy IV, Rosa Farrell (ローザ・ファレル Rōza Fareru) là người bạn thời thơ ấu của Cecil. Cô là một bạch phù thủy và cung thủ. Có kinh nghiệm trong việc chữa bệnh bằng phép thuật, Rosa thường bận rộn với việc chăm sóc những người lính Baron bị thương trong trận chiến. Khi Rosa biết rằng Cecil được giao nhiệm vụ đi đến làng Sương mù với một chiếc nhẫn hủy diệt, cô ngay lập tức rời Baron để tìm kiếm anh nhưng trên đường đi bị mắc một căn bệnh ở sa mạc. Cecil chữa khỏi bệnh cho cô và cô quyết định đồng hành cùng anh. Trong trận chiến với Fabul, cô cố gắng cứu Cecil khỏi Kain, nhưng Golbez đã bắt cóc cô và yêu cầu Pha lê Đất để cô trở về an toàn. Cecil mang viên Pha lê đến nhưng khi cả nhóm gặp Golbez thì một cuộc chiến nổ ra. Tellah làm Golbez bị thương bằng cấm thuật Thiên thạch nhưng phải trả giá bằng cả mạng sống. Golbez định giết Cecil nhưng dừng lại và bỏ trốn. Cecil giải cứu Rosa và cô giúp họ đánh bại Chúa tể của Gió, Barbariccia. Ngay sau đó, Rosa sử dụng phép thuật của mình để dịch chuyển họ ra khỏi tòa tháp không ổn định và cô ở lại nhóm trong suốt phần còn lại của trò chơi. Vào cuối trò chơi, cô kết hôn với Cecil và trở thành Nữ hoàng của Baron.
Sau khi kết hôn với Cecil, Rosa có một con trai tên là Ceodore. Việc mang thai khiến cô hầu như vắng mặt trong Interlude. Trong The After Years, cô bị bắt cóc bởi chính bản thể đen tối của Kain. Khi trở lại nơi an toàn, Rosa tham gia cùng những người bạn cũ để chiến đấu cứu thế giới khỏi mối đe dọa từ Mặt trăng Nguyên thủy. Trong cuộc chạm trán với Kỵ sĩ Bóng đêm, Rosa đã can thiệp khi hắn định giết Golbez. Rosa và Golbez sau đó đã hợp tác để chiến đấu với Kỵ sĩ Bóng đêm và được Ceodore giúp đỡ cho đến khi Cecil có thể tự mình kết thúc trận chiến.
Cô được lồng tiếng bởi Kaida Yuhko bằng tiếng Nhật và Karen Strassman bằng tiếng Anh.

### Rydia
Rydia of Mist (ミストのリディア Misuto no Ridia) là một triệu hồi sư hùng mạnh. Khi Cecil và Kain đi xuyên qua Động Sương mù để đến làng Sương mù, họ tiêu diệt Rồng Sương mù được triệu hồi để bảo vệ ngôi làng. Vì con rồng được liên kết trực tiếp với sinh mệnh của triệu hồi sư nên Cecil và Kain đã vô tình hại chết mẹ của Rydia. Họ cũng vô tình thiêu trụi toàn bộ ngôi làng khi chiếc nhẫn mà họ đến làng thả ra không biết bao nhiêu là yêu ma quỷ quái. Rydia tức giận khi cô chứng kiến hành động của họ và sử dụng Titan để tạo ra một trận động đất chia cắt họ, nhưng cũng làm tổn thương chính mình. Cecil đưa cô đến Kaipo, và khi cô tỉnh lại, ban đầu cô không thể tha thứ cho anh ta mặc dù cô đồng ý tham gia cùng anh sau khi anh bảo vệ cô khỏi một số binh lính Baron. Trong một khoảnh khắc của hành trình, Rydia bị Eidolon Leviathan nuốt chửng và được đưa đến Feymarch, Vùng đất của các Eidolon mà Leviathan cai trị cùng với Nữ hoàng của ngài, Ashura. Do thời gian ở Feymarch khác với phần còn lại của thế giới trong trò chơi, cô trưởng thành về mặt thể chất trong thời gian ở đó mặc dù chỉ biến mất ở thế giới thực một thời gian ngắn. Trong suốt thời gian ở đó, cô đã thành thạo hắc ma pháp và thuật triệu hồi với cái giá phải trả là không còn sử dụng được bạch ma pháp. Cô giải cứu Cecil khỏi Rồng Bóng tối của Golbez trong Phòng pha lê của Lâu đài Người lùn và tham gia nhóm trong suốt phần còn lại của trò chơi. Vào cuối trò chơi, cô trở về Vùng đất của các Eidolon.
Trong Interlude, Rydia bị mạo danh bởi một triệu hồi sư bí ẩn tấn công Cecil và bạn bè của anh. Rydia thật xuất hiện ở gần cuối trò chơi, cứu sống họ. Vào đầu The After Years, Ashura dịch chuyển Rydia đến thế giới thực trước khi Maenad xuất hiện và biến Ashura và Leviathan thành đá. Sau khi giúp những người bạn cũ của mình và cứu hành tinh, Rydia quyết định xây dựng lại làng Sương mù với sự hợp tác của Cecil và những người khác, đồng thời trở thành mẹ nuôi của đứa trẻ Maenad Cuore.
Rydia cũng xuất hiện trong trò chơi âm nhạc Theatrhythm Final Fantasy với tư cách là một nhân vật đại diện cho Final Fantasy IV. Cô được Shitaya Noriko lồng tiếng Nhật và Caroline Macey lồng tiếng Anh.

### Tellah
Tellah, được biết đến trong phiên bản tiếng Nhật của trò chơi với cái tên Tella (テラ Tera), từng là nhà hiền triết khôn ngoan nhất ở Mysidia và là bậc thầy của tất cả các loại ma thuật. Tuy nhiên, sau một tai nạn ma pháp nghiêm trọng, ông trở về Kaipo, cưới vợ và có một cô con gái. Khi vợ ông qua đời, và ông biết tin con gái mình đã bí mật đính hôn với Edward xứ Damcyan, ông đã trở nên phẫn nộ. Ông rời nhà đến Damcyan để đối đầu với Edward. Trên đường đi, ông gặp và kết bạn với Cecil và Rydia. Khi đến Damcyan, ông được biết là con gái Anna đã hy sinh mạng sống của mình để cứu Edward khỏi Golbez. Khi Tellah biết được Edward đã quan tâm đến Anna sâu sắc như thế nào, sự căm hận của ông đối với anh đã giảm bớt và ông thề sẽ tiêu diệt Golbez và rời khỏi nhóm của Cecil. Trong suốt hành trình của mình, ông chợt nhận ra rằng sức mạnh hiện tại của mình không đủ để thực hiện mục tiêu này, vì vậy ông đã đến Núi Thử thách, nơi ông hồi tưởng được ký ức và lấy lại được quyền làm chủ phép thuật của mình. Ông cũng học được cấm thuật Thiên thạch. Ông tái gia nhập nhóm của Cecil để đối đầu với Golbez. Khi gặp hắn, ông đã sử dụng cấm thuật và đã hi sinh. Trong những giây phút cuối cùng của cuộc đời, Tellah thừa nhận với Cecil rằng khát khao báo thù đã giết chết ông.
Ông xuất hiện trở lại trong The After Years như một linh hồn cùng với Anna, khuyên Edward đừng để trái tim mình bị đè nặng bởi cái chết của họ và khuyến khích anh đến giúp đỡ Harley.
Tellah được Naya Gorō lồng tiếng Nhật và Doug Lee lồng tiếng Anh.

### Edward Chris von Muir
Edward Chris von Muir, được biết đến trong phiên bản tiếng Nhật của trò chơi với cái tên Gilbart Chris von Muir (ギルバート・クリス・フォン・ミューア Girubāto Kurisu fon Myūa), là hoàng tử xứ Damcyan, trở thành quốc vương đời thứ bảy từ rất sớm. Edward là người rất ôn hòa. Mặc dù được kỳ vọng trở thành một chuyên gia trong lĩnh vực kinh doanh, Edward lại tỏ ra hứng thú hơn với thơ ca nhạc họa và trở thành một thi sĩ. Khi Red Wings của Golbez tấn công Damcyan và giết chết người vợ Anna yêu dấu, Edward đã gia nhập nhóm của Cecil trong cuộc chiến chống lại Golbez. Trong một chuyến hải trình tới vương quốc Baron, anh đã bị chia cắt với nhóm và trôi dạt về Troia. Khi cả nhóm giao chiến với Tinh linh Bóng đêm, anh đã chơi song hạc cầm, tạo ra giai điệu du dương góp phần vào chiến thắng của họ. Anh tham gia hạm đội tàu bay chống lại Người khổng lồ Babil, và tái thiết lại Damcyan sau thất bại của Zemus.
Trong The After Years, anh là một người chủ trương giữ gìn hòa bình, không thích chiến tranh nhưng vẫn nhận thức được những hành động xấu xa gây ra bởi Maenad. Mặc dù vẫn còn bị ám ảnh bởi cái chết của Anna và Tellah, nhưng anh đã có thể vững tin khi linh hồn của họ khuyến khích anh hãy tìm một người để yêu như anh đã từng với Anna.
Edward được Horikawa Ryō lồng tiếng Nhật và Sam Riegel lồng tiếng Anh.

### Yang Fang Leiden
Là lãnh đạo của hội tu sĩ Fabul, Yang Fang Leiden (ヤン・ファン・ライデン Yan Fan Raiden) là một chuyên gia võ thuật không thể chối cãi của vương quốc. Trong lúc luyện tập trên Núi Hobs, anh và các đồng môn của mình bị tấn công bởi một nhóm quái vật. Yang là người sống sót duy nhất và trở về Fabul cùng với nhóm của Cecil, họ đã giúp ông bảo vệ thành phố khỏi cuộc tấn công của Golbez. Ông bị trôi dạt đến Baron sau khi Leviathan tấn công tàu của nhóm. Ông bị mất trí nhớ và tấn công Cecil trước khi tỉnh lại. Trong vọng đại bác của Tower of Babel, ông hi sinh thân mình để ngăn khẩu pháo tiêu diệt các xe tăng người lùn, nhưng vẫn còn sống và được tìm thấy trong hang động Sylvan. Ông có thể hồi tỉnh khi cả nhóm dùng chảo rán đập vào ông (do vợ của ông đưa cho họ). Sau khi nhóm của Cecil đánh bại Zemus, Yang trở thành vua của Fabul.
Trong Interlude, Yang điều tra những sự cố do quái vật gây ra một năm sau khi trở thành vua của Fabul. Trong The After Years, ông dành nhiều thời gian để phản đối với con gái Ursula, nhưng vẫn là một đồng minh và một người bạn đáng quý.
Yang được lồng tiếng bởi Genda Tesshō bằng tiếng Nhật và Dan Woren bằng tiếng Anh.

### Palom và Porom
Palom (パロム Paromu) và Porom (ポロム Poromu) là cặp pháp sư song sinh đến từ Mysidia. Palom là một hắc phù thủy ồn ào, thiếu chín chắn và thô lỗ, trong khi Porom là một bạch phù thủy ngọt ngào, lịch thiệp và cư xử đúng mực. Mặc dù cặp song sinh này chỉ mới 5 tuổi, nhưng họ đều là những bậc thầy ma pháp và được Trưởng lão Mysidia cử đến để giúp Cecil trèo lên đỉnh Núi Thử thách. Tuy nhiên, mục đích thực sự ban đầu của họ là làm gián điệp cho Trưởng lão vì ông vẫn chưa tin tưởng Cecil. Sau khi Cecil vượt qua thử thách và trở thành Thánh kỵ sĩ, Porom và Palom quyết định tham gia nhóm của anh. Họ hi sinh thân mình hóa đá để cứu Cecil và những người bạn của anh khỏi bị nghiền nát trong bẫy của Cagnazzo. Trưởng lão sau đó giải cứu họ và họ giúp nhóm của Cecil chống lại Người khổng lồ Babil và cầu nguyện cho họ đánh bại Zemus. Sau đó, họ tiếp tục học việc ở Mysidia, với Porom luôn phải cố hết sức để tiết chế Palom vì cậu quá khao khát trở nên vĩ đại như Tellah.
Palom và Porom là những nhân vật chính trong Interlude: họ tham gia nhóm của Cecil tại Núi Hobs cùng với Cid và đồng hành cùng nhóm cho đến hết trò chơi. Trong The After Years, Palom được cử đến Troia để đào tạo một Epopt thay thế, Leonora. Tuy việc Porom giúp các trưởng lão bảo tồn luật pháp của Mysidia đã tạo ra sự chia rẽ giữa hai anh em họ. Trong suốt trò chơi, họ nhận ra rằng mặc dù thực tế là họ không ưa gì nhau, họ vẫn là một cặp đôi hoàn hảo.
Palom và Porom được Kugimiya Rie lồng tiếng Nhật. Trong bản làm lại bằng tiếng Anh, Palom được lồng tiếng bởi Megan Harvey trong khi Porom được lồng tiếng bởi Hunter MacKenzie Austin.

### Cid Pollendina
Kỹ sư trưởng của Baron, Cid Pollendina (シド・ポレンディーナ Shido Porendīna)  là bạn của Cecil, Kain và Rosa. Ông sống ở thị trấn Baron với con gái của mình, người thường xuyên la mắng ông về hành vi tham công tiếc việc của mình. Kể từ khi mất vợ, Cid coi Cecil như con ruột của mình. Sau khi khám phá ra kỹ thuật thiết kế tàu bay cổ đại, Cid được cho là người đã phát minh ra tàu bay. Sau khi phát hiện ra rằng Cecil đã bị loại khỏi vị trí của mình trong hạm đội của Baron, Cid bị Cagnazzo nhốt trong ngục tối. Sau khi Cagnazzo bị đánh bại, Cid trốn thoát và cho Cecil tiếp cận với chiếc tàu bay đặc biệt của mình, Enterprise. Khi Enterprise gặp sự cố ở thế giới ngầm, Cid đưa nó trở lại bề mặt để cải tiến nó bằng Mythril, cho phép nó bay qua dung nham. Ông cứu Cecil từ cây cầu sụp đổ đến Tháp Babil, và cố gắng thoát khỏi một chiếc tàu bay Red Wings đang truy đuổi. Cuối cùng, ông nhảy khỏi con tàu và cho nổ chất nổ để bít lại Thế giới ngầm. Tuy nhiên ông vẫn còn sống và trở lại nhóm để thêm Mythril và một mũi khoan vào chiếc airship mới có được, Falcon, mà ông triển khai để chống lại Người khổng lồ Babil.
Trong The After Years, Cid vẫn là kỹ sư khí cầu của Baron, đã từ chối nghỉ hưu. Ông đã nhận Luca, con gái của Vua người lùn, làm học trò của mình. Ông háo hức tham gia cuộc chiến bảo vệ Hành tinh xanh bất chấp tuổi tác.
Ông được lồng tiếng bởi Nagai Ichirō bằng tiếng Nhật và John Snyder bằng tiếng Anh.

### Edge
Edward Geraldine (エドワード・ジェラルダイン Edowādo Jerarudain), thường được gọi tắt là Edge (エッジ Ejji), là hoàng tử của vương quốc Eblan, người thừa kế ngai vàng duy nhất của vương quốc và là một ninja tài ba. Mặc dù thường tự mãn, bốc đồng và quá tự tin nhưng anh là một thanh niên chính trực, không dễ bị dụ dỗ hay lầm đường lạc lối. Nhóm của Cecil lần đầu tiên gặp Edge trong Hang động Eblan, sau khi anh bị đánh bại trong trận chiến với Chúa tể Lửa, Rubicante. Bởi vì Cecil và những người còn lại cũng truy đuổi Rubicante nên Edge cũng tham gia với họ và dẫn họ vào Tower of Babel. Tuy nhiên, anh bất lực nhìn cha mẹ của mình, người mà Tiến sĩ Lugae đã bắt cóc và biến họ thành thành quỷ, hy sinh bản thân thay vì giết anh. Anh đồng hành cùng nhóm cho đến hết phần còn lại của trò chơi. Sau khi đánh bại Zemus, Edge trở về Eblan.
Vào thời điểm của The After Years, Edge đã chứng tỏ mình là một vị vua tốt bụng và được lòng dân, nỗ lực hỗ trợ việc tái thiết Eblan và làng Sương mù cũng như bảo vệ Hành tinh Xanh khỏi sự xâm lược của Mặt trăng Nguyên thủy.
Anh được lồng tiếng Nhật bởi Ishimaru Hiroya và Taliesin Jaffe bằng tiếng Anh.

### Fusoya
Fusoya, được biết đến trong phiên bản tiếng Nhật của trò chơi với tên Fusuya (フースーヤ Fūsūya) và FuSoYa trong các phiên bản trước của trò chơi. Ông là một người Lunar và là cư dân của mặt trăng. Ông được giao trọng trách giám sát giấc ngủ kéo dài những người Lunar khác và biết được nguồn gốc thực sự của Cecil, Golbez, các Crystal, và bản chất thực sự của mối đe dọa đối với Hành tinh Xanh. Sau khi Fusoya giải thích sự vô tội của Golbez với Cecil, ông tham gia nhóm để giúp họ đánh bại Zemus, quay trở về hành tinh đúng lúc để chiến đấu với Người khổng lồ Babil. Bên trong android khổng lồ, Fusoya đã giải thoát sự kiểm soát tâm trí của Zemus đối với Golbez, và phối hợp với Golbez để đánh bại Zemus ở lõi của mặt trăng. Mặc dù Fusoya và Golbez đánh bại hình dạng vật chất của Zemus một cách dễ dàng nhưng ngay khi nhóm của Cecil đến thì Zemus biến thành Zeromus, một sinh vật được hình thành từ lòng căm thù mãnh liệt của Zemus. Zeromus đánh bại Fusoya và Golbez, nhưng sau đó bị nhóm của Cecil đánh bại. Fusoya sau đó trở lại giấc ngủ của mình cùng với Golbez và những người Lunar còn lại.
Trong The After Years, Fusoya làm việc với Golbez để điều tra sự xuất hiện của Maenad, nhưng ông buộc phải đưa Golbez đi đến Hành tinh Xanh trong khi ông bảo vệ mặt trăng khỏi Zeromus đã hồi sinh. Số phận của ông vẫn chưa được tiết lộ.
Ông được lồng tiếng Nhật bởi Ginga Banjō và Michael McConnohie bằng tiếng Anh.

## Nhân vật phản diện

### Golbez
Golbez (ゴルベーザ Gorubēza) là một phù thủy theo đuổi các viên Pha lê từ khắp nơi trên thế giới bằng cách sử dụng lực lượng của Baron, mỗi khi hắn đi đến đâu là gieo rắc nỗi kinh hoàng tới đó. Thực tế thì hắn là người anh trai tên Theodor (セオドール Seodōru) của Cecil và hắn bị Zemus điều khiển; cha hắn bị hành hung bởi những người mà ông muốn giúp đỡ và mẹ hắn qua đời sau khi hạ sinh Cecil. Hắn đã tranh quyền của Cecil với tư cách là đội trưởng của Red Wings. Golbez là một đối thủ mạnh. Hắn đóng vai trò là nhân vật phản diện chính trong phần lớn trò chơi. Hắn dường như có liên kết với Quốc Baron và đã tẩy não Kain để hỗ trợ ông. Sau khi phục hồi con người thật của mình trong trận chiến với Fusoya, anh đã cố gắng đánh bại Zemus nhưng không thành công. Sau khi nhóm của Cecil đánh bại Zemus, anh không muốn quay trở về Hành tinh Xanh như những người khác mà anh quyết định ở lại mặt trăng cùng với những người đồng hương.
Golbez xuất hiện trở lại trong The After Years. Trong cốt truyện của riêng mình, anh và Fusoya điều tra sự xuất hiện của những Maenad, những kẻ phá vỡ các tinh thể của mặt trăng để hồi sinh Zeromus. Fusoya đưa Golbez xuống Hành tinh Xanh trong khi ông tiếp tục chiến đấu với Zeromus một mình. Và Golbez, dưới danh tính là "Người áo đen" (黒衣の男 Kokui no Otoko) đã tham gia cùng Rydia để giúp cô cứu bạn bè của mình. Sau đó, Golbez đối mặt với Kỵ sĩ Bóng đêm, kẻ muốn giết chết Golbez vì anh đã suýt phá hủy thế giới và bỏ rơi người em trai của mình. Với sự giúp đỡ từ Rosa và Ceodore, Golbez đã đứng lên kể về tội lỗi trong quá khứ của mình và cầu xin sự tha thứ, cho phép Cecil lấy lại sức mạnh của chính mình và rũ bỏ nửa đen tối. Nếu Golbez sống sót, anh sẽ ở lại với nhóm cho đến khi kết thúc trò chơi, tại thời điểm đó anh quay trở lại mặt trăng với hy vọng rằng Fusoya hoặc bất kỳ ai khác vẫn còn sống.
Anh cũng đã xuất hiện trong cả ba tựa game Dissidia Final Fantasy với tư cách là một nhân vật chơi được. Anh được lồng tiếng bởi Kaga Takeshi bằng tiếng Nhật và Peter Beckman bằng tiếng Anh. Theo Tokita Takashi, một trong những tác giả của Final Fantasy IV, Golbez được tạo ra để tỏ lòng thầm kính đối với nhân vật phản diện Darth Vader trong Chiến tranh giữa các vì sao.

### Zemus
Zemus (ゼムス Zemusu) là kẻ chủ mưu đằng sau hành động của Golbez trong Final Fantasy IV. Với mong muốn phá hủy hành tinh, hắn điều khiển Golbez thực hiện ý muốn của mình trong việc săn lùng các viên pha lê. Fusoya tiết lộ rằng Zemus là người Lunar duy nhất từ chối rơi vào tình trạng đình trệ cho đến khi Người Lunar và Người Trái Đất có thể chung sống hòa thuận. Mặc dù Golbez và Fusoya gần như đánh bại hắn, Zemus lại tái sinh dưới hình dạng Zeromus (ゼロムス Zeromusu), hiện thân quái dị của lòng căm thù và cái ác của hắn. Cecil và bạn bè của anh sử dụng một viên Pha lê để làm Zeromus hiện nguyên hình và đánh bại hắn.
Zeromus trở lại trong The After Years với tư cách là Ác ý của Zeromus, Maenad đã được phóng thích từ Mặt trăng của người Lunar bằng cách phá vỡ các viên Pha lê ở đó. Fusoya và Golbez cố gắng ngăn chặn Zeromus, nhưng hắn tỏ ra quá mạnh mẽ và Fusoya buộc phải gửi Golbez đến Hành tinh Xanh một mình để bảo vệ nó khỏi Maenad. Số phận cuối cùng của Fusoya và Zeromus vẫn chưa được tiết lộ.
Một phiên bản khác của Zeromus được tìm thấy trong phiên bản Easytype của Final Fantasy IV, với tạo hình và cách tấn công khác. Hắn cũng xuất hiện trong các phiên bản Game Boy Advance và PlayStation Portable với tư cách là trùm cuối của dungeon mới là Tàn tích Lunar, có tên là Zeromus EG. Zeromus cũng là một siêu năng lực gia tùy chọn trong Final Fantasy XII, kết hợp giữa thiết kế của Zeromus và Zeromus EG. Hắn được lồng tiếng bởi Horikawa Ryō bằng tiếng Nhật và Michael McConnohie bằng tiếng Anh.

## Các nhân vật khác

### Anna
Anna (アンナ) là con gái của Tellah và đã đính hôn với Hoàng tử Edward của Damcyan. Sau cái chết của mẹ Anna, Tellah trở nên bảo bọc Anna quá mức vì không muốn mất thêm một ai nữa. Khi biết tin Anna bỏ trốn cùng Edward, Tellah trở nên tức giận và quyết định lên đường tìm cô. Trong cuộc đột kích của Baron vào Thành Damcyan, Anna đã hi sinh để bảo vệ Edward. Edward sau này gặp linh hồn của Anna ở Kaipo, nơi cô xoa dịu nỗi đau buồn của anh.
Cô được lồng tiếng bởi Akino Hitomi bằng tiếng Nhật và Zarah Little bằng tiếng Anh.

### Trưởng lão của Mysidia
Trưởng lão Mysidia là người thầy của Palom, Porom và các pháp sư khác trong thị trấn, ông cũng là bạn của Tellah. Trưởng lão cũng là người đã ra lệnh cho Palom và Porom theo dõi Cecil khi anh ta đến Núi Thử thách. Khi Cecil trở thành một thánh kỵ sĩ, Trưởng lão nhận ra rằng anh rất đáng tin cậy và quyết định trở thành đồng minh của anh. Sau này, Trưởng lão, cùng với Palom và Porom, hướng những lời cầu nguyện của thế giới để giúp đỡ Cecil trong trận chiến cuối cùng chống lại Zeromus.
Trong The After Years, Trưởng lão đưa ra nhiều lời khuyên cho Porom trước khi cô lên đường để tham gia cuộc chiến bảo vệ Hành tinh Xanh.

### Quốc vương Baron
Vì cả Cecil và Kain đều mồ côi cha mẹ từ khi còn rất nhỏ nên Quốc vương Baron đã thu nhận và nuôi nấng họ như con của mình. Trong khi ông mong muốn cả hai trở thành Kỵ sĩ bóng đêm thì Kain lại muốn được trở thành một Kỵ sĩ rồng, giống như cha anh. Quốc vương Baron bị ám sát bởi Cagnazzo mặc dù linh hồn của ông vẫn bị mắc kẹt trong phòng ngai vàng thứ hai bí mật của Thành Baron. Khi được siêu thoát, ông tái sinh thành Eidolon Odin.

### Quốc vương Giott
Quốc vương Giott (ジオット王 Jiotto Ō), hay Quốc vương Giotto trong phiên bản tiếng Nhật, là Vua của những người lùn. Mặc dù Enterprise bị kẹt trong cuộc giao tranh giữa Red Wings và các xe tăng của Giott nhưng những người lùn vẫn sớm kết bạn với Cecil và những người còn lại trong nhóm. Vua Giott đã cung cấp cho họ nhiều thông tin chi tiết về các Viên Pha lê Bóng đêm ở Thế giới ngầm. Trong toàn thể vương quốc của mình, kho báu quý giá nhất của Giott là đứa con duy nhất của ông, con gái Luca. Sau khi vợ qua đời, ông đã đưa chiếc vòng cổ của vợ cho Luca. Chiếc vòng cổ là cần thiết để mở Động Phong ấn, vì vậy Cecil và nhóm của anh có thể ngăn Golbez lấy được viên Pha lê Bóng đêm cuối cùng.
Ông được lồng tiếng bởi Aono Takeshi.

### Luca
Luca là con gái của Vua Giott và là công chúa của Người lùn. Cô là người tạo ra hai con búp bê cơ khí Calca và Brina. Những con búp bê của cô bị Golbez cải tiến thành một con quái vật gọi là Calcabrina tấn công cả nhóm. Lúc đầu, Luca có vẻ không tin tưởng Cecil, nhưng giống như những người lùn khác, cô học cách chấp nhận họ. Dưới sự cai trị của Luca và cha cô, Người lùn giúp đỡ cả nhóm trong các trận chiến của họ ở Thế giới ngầm.
Luca là một nhân vật có thể chơi được trong The After Years. Cô là học trò của Cid, thông thạo các kỹ năng điều khiển và bảo trì khí cầu, và tham gia nhóm trong chương của Rydia cùng với hai con búp bê của cô.
Cô được lồng tiếng bởi Orikasa Naomi.

## Đón nhận
Các nhân vật của Final Fantasy IV đã được các ấn phẩm trò chơi điện tử đón nhận nồng nhiệt. GameTrailers tuyên bố rằng vào thời điểm trò chơi được phát hành lần đầu tiên, các nhân vật đã vượt qua những khuôn mẫu trò chơi nhập vai thông thường, và mối quan hệ giữa các nhân vật chính vẫn sẽ khiến nhiều game thủ mười năm sau vẫn còn cảm thấy thích thú. Nhà phê bình của Dragon là Sandy Petersen đã bình luận rằng các nhân vật đều đáng chú ý vì mỗi người đều có động cơ riêng của họ trong cốt truyện khiến ông cảm thấy gắn kết với các nhân vật trong trò chơi. Số lượng nhân vật đa dạng đã được Matt Rickert của RPGFan ca ngợi về những nét đặc trưng của họ. Greg Kasavin từ GameSpot cũng có nhận xét tương tự và đánh giá cao rằng không giống như các nhân vật chính trong các trò chơi nhập vai khác, Cecil đã là một chiến binh giàu kinh nghiệm khi bắt đầu trò chơi và đã có những mối quan hệ bền chặt. Tương tự, Micky Gunn từ GamePlanet nói rằng nhờ vào kỹ năng chuyên môn của các nhân vật mà người chơi đã có thể tiếp cận nhiều loại chiêu thức ngay từ đầu trò chơi.
Cecil được GamesRadar xếp vào danh sách anh hùng xuất sắc nhất trong loạt trò chơi Final Fantasy cũng như là một trong 10 nhân vật hàng đầu của thương hiệu trò chơi do GameZone bình chọn dựa trên tiêu chí phẩm chất anh hùng và vòng cung cốt truyện. Cả GameSpot và IGN đều tuyên bố rằng các nhân vật rất thú vị và không quá theo khuôn mẫu thông thường. Mặt khác, Michael Beckett của RPGamer thấy các nhân vật chính quá nhu mì, ông cảm thấy rằng một số nhân vật quan trọng nhất "đã bị sao chép bởi rất nhiều tựa trò chơi khác trong thể loại này đến nỗi họ đã được tạo ra một cách rập khuôn," đặc biệt là tính cách của nhân vật Cecil và Rosa.
Các thiết kế của phiên bản làm lại Nintendo DS được Elisa Di Fiore từ GameSpy khen ngợi là làm cho các nhân vật hấp dẫn, trong khi Cheat Code Central phàn nàn rằng một số nhân vật quá nhiều pixel. Việc đưa các diễn viên lồng tiếng Anh vào phiên bản làm lại trên Nintendo DS đã dẫn đến phản ứng tích cực từ Glenn Wilson của RPGamer, người đã nói rằng các diễn viên "cảm xúc tốt và thêm vào sự đáng tin cậy của các nhân vật," trong khi Elisa Di Fiore nói rằng điều đó làm cho các nhân vật thú vị hơn. Thay vào đó, Lark Anderson từ GameSpot nói rằng diễn xuất của các nhân vật "yếu", nói rằng nó khiến một số cảnh trở nên quá sướt mướt. Cheat Code Central rất thích phần lồng tiếng nhưng cảm thấy nó có thể hay hơn.
Mangaka Kishimoto Masashi cho rằng các nhân vật này đều dễ mến và bày tỏ sự yêu thích đối với cả Palom và Porom cũng như những phân cảnh của họ.